# Buis-les-Baronnies
 Buis-les-Baronnies  (en occitano Lo Bois dei Baroniás) es una comuna y población de Francia, en la región de Auvernia-Ródano-Alpes, departamento de Drôme, en el distrito de Nyons. Es la cabecera y mayor población del cantón de su nombre.
Está integrada en la Communauté de communes de Pays du Buis-les-Baronnies.

## Demografía
Su población en el censo de 1999 era de 2.226 habitantes.
| 1,472 | 1,383 | 1,496 | 1,602 | 1,729 | 1,885 | 2,030 | 2,226 |
| Para los censos de 1962 a 1999 la población legal corresponde a la población sin duplicidades (Fuente: INSEE [Consultar]) |       |       |       |       |       |       |       |